# Manasse Unger
Manasse Unger (* 14. März 1802 in Coswig; † 17. Mai 1868 in Berlin) war ein deutscher Maler und Kunstwissenschaftler.

## Leben
Manasse Unger war der jüngste Bruder von Ephraim Salomon Unger (1789–1870). Sein Vater war David Salomon Unger (1754–1825), ein Antiquitäten- und Juwelenhändler. Der aus jüdischem Hause stammende Unger verlebte Kindheit und Jugend in Erfurt während der ihn prägenden Befreiungskriege. Dort erhielt er auch seine wissenschaftliche und künstlerische Ausbildung. Nach dem Besuch einer Zeichenschule studierte Unger Bauwesen, jedoch blieb ihm nach abgelegtem Geometerexamen diese Laufbahn verschlossen, da er nicht der evangelischen Landeskirche angehörte. So wurde Unger zunächst Maler, später Kunstwissenschaftler und blieb in diesem Beruf, auch als er später zum Protestantismus konvertierte. Unger malte in seinen späteren Jahren nur wenig, sondern war neben seinen kunsthistorischen Studien auch als Restaurator tätig.

## Kunstwissenschaftler
Unger war einer der ersten Kunstwissenschaftler in Deutschland, die sich auf eine gründliche Prüfung der technischen Eigenschaften und Materialien eines Kunstwerkes einließ. Seine Studienreisen nach Italien, Frankreich, Belgien und in die Niederlande nutzte er zu kunsttechnischen Studien und zum Aufbau einer ansehnlichen Privatsammlung. Unger galt als anerkannter Experte bei der Zuschreibung von Gemälden. Seine damalige Hauptbedeutung lag auf dem Gebiete der Ästhetik und Kunstphilosophie. Ungers wichtigstes Werk „Das Wesen der Malerei“, erschien 1851, als Ergänzung schrieb er 1865 seine „Kritischen Forschungen im Gebiete der Malerei alter und neuer Zeit“.

## Weiteres Leben
Daneben verfasste Unger noch eine Novelle und zwei Dramen. Unger, der es bei der preußischen Armee zum Hauptmann gebracht hatte, wurde während der Revolution von 1848 Chef des bewaffneten Künstlercorps und machte sich um den Schutz der königlichen Kunstsammlungen und des königlichen Schlosses verdient. Er war lange Jahre verlobt, konnte aber auf Grund der Zeitumstände nicht heiraten, bis das Brautpaar das Jubiläum seiner silbernen Verlobung feierte. Unger, der als originell und geistreich galt und auf viele junge Künstler anregend wirkte, starb am 17. Mai 1868 nach einem Schlaganfall in Berlin.